# 洲浜紋

洲浜紋

洲浜（すはま、州浜など）は、河口にできた三角洲などの島形の洲のことを指す。または、それを図案化した日本の家紋「洲浜紋」の一種である。以下は、家紋の「洲浜紋」を中心に述べる。

## 概要
洲浜（州浜など）は、そもそも河口にできた三角洲などの島形の洲のことを指すが、これを模した台のことを「洲浜台」といい、州浜および「洲浜台」などを図案化した意匠（家紋）として洲浜紋が作成された。